# Киреев, Сергей Яковлевич
Сергей Яковлевич Киреев (1901, с. Ломовка, Муромский уезд, Владимирская губерния, Российская империя — 1990, Горький, РСФСР) — советский партийный деятель, первый секретарь Горьковского областного комитета ВКП(б) (1946—1950).

## Биография
Родился в крестьянской семье.
Член РКП(б) с 1925 года. В 1922 году окончил Курсы командного состава РККА, а в 1935 году — Горьковский индустриальный институт.
- 1919—1921 — служба в рядах РККА;
- 1923—1925 — служба в войсках ОГПУ;
- 1925—1930 — инструктор, заместитель заведующего, заведующий организационным отделом Нижегородско-Канавинского центрального рабочего кооператива;
- 1935—1938 — мастер, начальник отделения, начальник колёсного цеха Горьковского автомобильного завода;
- 1938—1941 — второй, первый секретарь Автозаводского районного комитета ВКП(б) (г. Горький);
- март—август 1941 года — секретарь Горьковского областного комитета ВКП(б) по машиностроению;
- 1941—1946 — второй секретарь Горьковского областного комитета ВКП(б);
- 1946—1950 — первый секретарь Горьковского областного комитета ВКП(б);
- 1950—1953 — начальник цеха завода (Челябинская область);
- 1953—1962 — директор Владимирского тракторного завода, заместитель председателя СНХ Владимирского экономического административного района.

Избирался депутатом Верховного Совета РСФСР.
С 1962 года на пенсии.
Скончался 27 сентября 1990 года. Похоронен на Красном кладбище Нижнего Новгорода.

## Награды и звания
Награждён двумя орденами Трудового Красного Знамени (один — в 1944), орденом Красной Звезды, медалями (в том числе — Медаль «За победу над Германией в Великой Отечественной войне 1941—1945 гг.» , Медаль «За оборону Москвы»).